# Laura Innes

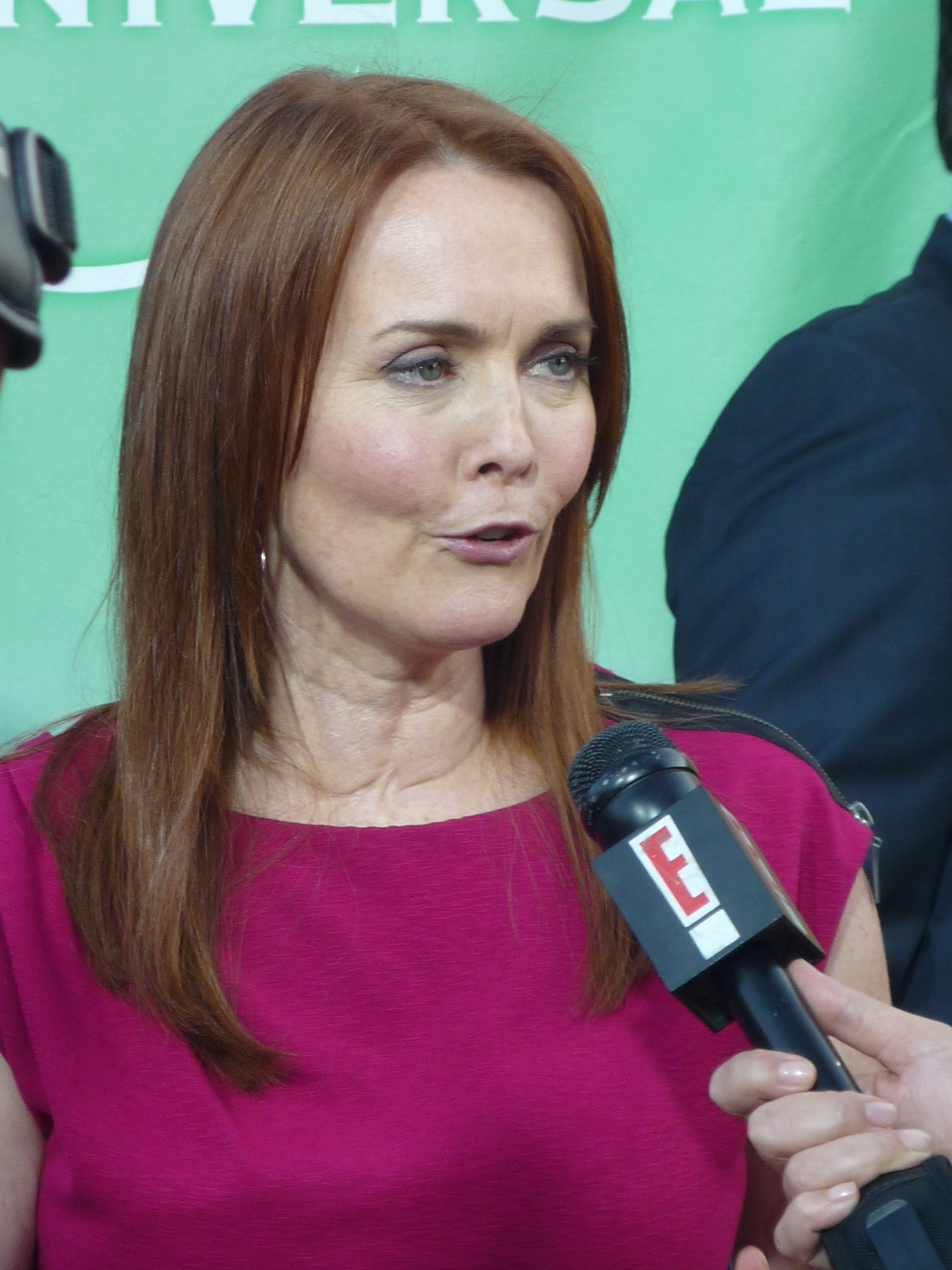
Laura Innes (2010)

Laura Elizabeth Innes (* 16. August 1957 in Pontiac, Michigan) ist eine US-amerikanische Schauspielerin und Regisseurin.

## Familie
Innes ist das jüngste von sechs Geschwistern. Sie besuchte die Northwestern Universität in Evanston, Illinois, wo sie 1979 ihren Abschluss in Theaterwissenschaften machte. Zu ihren Kommilitonen gehörte auch die spätere Schauspielerin Megan Mullally (Will & Grace).
Nachdem ihr erster Verlobter bei einer Messerstecherei ums Leben gekommen war, heiratete sie im Jahr 1988 David Brisbin. Das Paar hat einen gemeinsamen leiblichen Sohn sowie eine Adoptivtochter aus China.

## Karriere
Nach ihrem Schulabschluss spielte Laura Innes erfolgreich an verschiedenen Theatern in Chicago und New York City, bis sie zusammen mit ihrem Ehemann nach Los Angeles zog. Dort bewarb sie sich für die Rolle von Dr. Ross’ (George Clooney) Freundin in der Serie Emergency Room – Die Notaufnahme. Stattdessen gab man ihr die Rolle der Dr. Kerry Weaver, die in der zweiten Staffel der Serie mehrere Gastauftritte hatte. Ab der dritten Staffel im Jahr 1995 setzte man sie jedoch als festes Mitglied ein.
Neben ihrer Tätigkeit als Schauspielerin kamen mit der Zeit zahlreiche Regiearbeiten für Emergency Room und auch andere Serien wie The West Wing – Im Zentrum der Macht hinzu.
Ihre Rolle als Dr. Weaver erfordert eine Gehbehinderung, die Innes zwar nicht hat, jedoch sehr überzeugend spielt. Im Laufe der Zeit entwickelten sich daraus jedoch für die Schauspielerin tatsächlich gesundheitliche Probleme.
Im Jahr 2007 verließ Laura Innes schließlich die Serie, kehrte 2009 aber noch einmal für die beiden Folgen des Serienfinales zurück.
Auch auf der Kinoleinwand feierte die Schauspielerin Erfolge. So war sie in dem Katastrophenfilm Deep Impact neben Robert Duvall, Téa Leoni, Elijah Wood und Vanessa Redgrave zu sehen und in Can't stop dancing spielt sie an der Seite ihres Kollegen Noah Wyle sowie Illeana Douglas.

## Auszeichnungen
Für ihre Regiearbeit bei The West Wing – Im Zentrum der Macht wurde Innes für einen Emmy nominiert. Außerdem wurde sie von der Organisation „Viewers for Quality Television“ von 1996 bis 2000 sechsmal als beste Schauspielerin nominiert.
Für ihre Darstellung in der Serie Emergency Room hat sie über die Jahre einige Preise erhalten. So wurde sie fünfmal für den SAG-Award nominiert und konnte drei davon gewinnen. Hinzu kommen weitere Nominierungen für den Emmy-Award und den Q-Award.

## Filmografie (Auswahl)

### Als Schauspielerin
- 1978: Teufelskreis Alpha (The Fury)
- 1989–1991: Hey Dude (Fernsehserie, 2 Episoden)
- 1993: … und das Leben geht weiter (And the Band Played On, Fernsehfilm)
- 1991–1993: Überflieger (Wings, Fernsehserie, 4 Episoden)
- 1994: Party of Five (Fernsehserie, Episode 1x02)
- 1995: Willkommen im Leben (My So-Called Life, Fernsehserie)
- 1995–2009: Emergency Room – Die Notaufnahme (ER, Fernsehserie, 213 Episoden)
- 1998: Deep Impact
- 1999: Can’t Stop Dancing
- 2010–2011: The Event (Fernsehserie, 21 Episoden)
- 2012: Awake (Fernsehserie, 9 Episoden)
- 2012–2013: Warehouse 13 (Fernsehserie, Episode 4x08)
- 2016: The Good Neighbor
- 2017: Colony (Fernsehserie)
- 2019–2020: How to Get Away with Murder (Fernsehserie, 8 Episoden)

### Als Regisseurin
- 2000, 2003–2006: The West Wing – Im Zentrum der Macht (The West Wing, Fernsehserie, 6 Episoden)
- 2006: Dr. House (House, Fernsehserie, Episode 3x03)
- 1999–2007: Emergency Room – Die Notaufnahme (ER, Fernsehserie, 12 Episoden)
- 2008–2010: Brothers & Sisters (Fernsehserie, 7 Episoden)
- 2012: Grey’s Anatomy  (Fernsehserie, Episode 9x07)
- 2014–2016: How to Get Away with Murder (Fernsehserie, 3 Episoden)
- 2015: Secrets and Lies (Fernsehserie, Episode 1x08)
- 2015: The Affair (Fernsehserie, 2 Episoden)
- 2017–2019: Mr. Mercedes (Fernsehserie, 3 Episoden)